# Suga (EP)
Suga é o terceiro EP da rapper estadunidense Megan Thee Stallion, lançado em 6 de março de 2020 pela 1501 Certified Entertainment e 300 Entertainment. Contém participações de Kehlani e Gunna.
Suga incluí o single "B.I.T.C.H.", lançado em 24 de janeiro de 2020, que alcançou o número trinta e um na Billboard Hot 100. "Captain Hook" foi lançado como o segundo single, com seu videoclipe sendo lançado em 10 de março de 2020. O terceiro single "Savage", foi enviado para rádios mainstream em 7 de abril de 2020, e desde então tornou-se o primeiro single número um de Megan Thee Stallion nos Estados Unidos, auxiliado por um remix de Beyoncé.

## Antecedentes
Após o sucesso da mixtape de estreia de Megan, Fever, e as músicas com certificação de platina “Hot Girl Summer” com Nicki Minaj e Ty Dolla Sign e “Cash Shit” com DaBaby, em 2019, após se apresentar na NPR Tiny Desk Concert, Megan revelou que seu estreia álbum de estúdio estava em andamento e com lançamento previsto para 2020. Ela também revelou que o álbum apresentaria um novo alter-ego chamado Suga, que é "melhor amigo" de seu alter ego de Tina Snow.
O primeiro single, "B.I.T.C.H." foi lançado em 24 de janeiro de 2020. A música foi recebida com críticas positivas e alcançou o número 31 na Billboard Hot 100. Megan cantou a música no The Tonight Show Starring Jimmy Fallon para promovê-la.
Após o lançamento do single, Megan revelou mais detalhes do EP, em uma entrevista no programa Beats 1 de Zane Lowe. Ela revelou que o EP seria intitulado Suga, e que contaria com colaborações com Kehlani e SZA, e créditos de produção de Juicy J e Pharrell Williams.
Em fevereiro de 2020, Megan estampou a capa da Rolling Stone, junto com Normani e SZA, e revelou em uma entrevista que estava planejando o lançamento do projeto para maio (mês do aniversário de sua mãe, Holly Thomas. Tanto a mãe quanto a avó de Megan faleceram em março de 2019).
No início de março, Megan e seu empresário da Roc Nation entraram com uma ação judicial e uma ordem de restrição temporária contra sua gravadora, 1501 Entertainment, alegando que a gravadora a fez assinar um contrato injusto e se recusou a renegociar. A gravadora ficaria com "a grande maioria" de seus ganhos (60% de sua receita de gravação, 30% de turnês, 30% de merchandising). Após as tentativas de renegociação, a gravadora a proibiu de lançar novas músicas, levando a rapper a abrir um processo contra a gravadora e o juiz ficou do lado de Megan e Roc Nation, permitindo que ela lançasse um projeto em 6 de março de 2020.
Megan anunciou o lançamento e as faixas de seu novo projeto, Suga, em suas redes sociais em 4 de março de 2020. Acreditava-se que o Suga seria seu primeiro álbum de estúdio, conforme previsto, mas ouve  mudanças de planos, Megan confirmou em entrevista ao Ebro in the Morning, que era apenas um EP com "as músicas que ela realmente gostou". afirmando que seu primeiro álbum de estúdio ainda está em produção. Oito meses depois, seu primeiro álbum de estúdio Good News foi lançado em 20 de novembro de 2020.

## Singles
O primeiro single do EP, "B.I.T.C.H.", foi lançado em 24 de janeiro de 2020. É descrita como uma música onde Megan "confronta um namorado inepto que está ignorando seus sentimentos" e recebeu elogios da Pitchfork. A música demonstra "I'd Rather Be With You" de Bootsy Collins (1976) e "Ratha Be Ya Nigga" de Tupac Shakur (1996). A música estreou e alcançou o número 31 na Billboard Hot 100 e no número 9 na Rolling Stone 100, com 12,5 milhões de streams em sua primeira semana. O single foi promovido por uma apresentação no The Tonight Show Starring Jimmy Fallon. Um vídeo clipe  acompanhando a música foi lançado em 6 de março de 2020, juntamente com o lançamento do EP. O videoclipe é dirigido por Eif Rivera.
"Captain Hook" foi lançado em 10 de março de 2020, juntamente com um videoclipe como segundo single do EP. Megan começou um desafio de dança para promover a música antes do lançamento do vídeo. A música estreou e alcançou o número 74 na Billboard Hot 100. 
A música "Savage" se tornou viral no aplicativo TikTok após usuários iniciarem um desafio de dança com a música. Por recomendação do chefe de parcerias musicais do TikTok, a gravadora mudou o foco de "Captain Hook" para "Savage" e a música foi lançada mais tarde como o terceiro single do EP.

## Recepção da crítica
| Críticas profissionais | Críticas profissionais |
| Pontuações agregadas   | Pontuações agregadas   |
| Fonte                  | Avaliação              |
| ---------------------- | ---------------------- |
| AnyDecentMusic?        | 7.2/10                 |
| Metacritic             | 77/100                 |
| Avaliações da crítica  |                        |
| Fonte                  | Avaliação              |
| AllMusic               | [ 26 ]                 |
| Consequence of Sound   | B                      |
| Exclaim!               | 7/10                   |
| The Line of Best Fit   | 9/10                   |
| Pitchfork              | 7/10                   |
| Rolling Stone          | [ 31 ]                 |
| Tom Hull – on the Web  | A-                     |

Suga foi recebido com aclamação da crítica generalizada. No Metacritic, que atribui uma classificação normalizada de 100 para avaliações dos principais críticos, Suga recebeu uma pontuação média de 77, com base em nove avaliações, indicando "avaliações geralmente favoráveis". O Agregador AnyDecentMusic? deu-lhe 7,2 de 10, com base em sua avaliação no consenso crítico.
A Variety escreveu que Megan "está misturando o aço frio e duro do poder do hip-hop, com o romantismo provocador do R&B - e fica ótimo nela".  A The Line of Best Fit classificou o ep em 9 de 10 e elogiou a "nostalgia, melancolia, fé, auto empoderamento e otimismo" presentes no álbum.
Pitchfork marcou o EP em 7 de 10, com Mankaprr Conteh dizendo que "Megan ocasionalmente luta para empacotar novas verdades sobre seu status social da maneira mais inteligente que fez anteriormente", mas "com apenas 24 minutos de duração". Suga evita o inchaço que assolava a Fever, e uma canção boa e não muito boa como "Rich" acaba muito rápido para reclamar muito". Conteh concluiu: "Suga pode não ser lembrado como uma pedra angular no catálogo de Megan Thee Stallion, mas é um belo retrato de uma artista abraçando seu eu completo enquanto seu mundo muda drasticamente".
A Rolling Stone deu ao EP 4 de 5 estrelas, e declarou: "Em Suga ela soa calorosa e vulnerável, sem saber como continuar sem sua mãe para guiá-la, mas determinada a deixá-la orgulhosa" Concluindo a revisão para AllMusic, Fred Thomas afirmou que "Suga encontra Megan Thee Stallion experimentando as dores crescentes do sucesso. As músicas refletem isso em seu conteúdo lírico, mudança geral na tonalidade e até mesmo nos pequenos passos que dão em direção a sons mais comerciais".
Em junho de 2020, o álbum foi incluído nas listas da Billboard e da Complex dos melhores álbuns de 2020 "até agora", ocupando o número 41 na última lista.

## Lista de faixas
| Suga – Edição Padrão |                                       |                                                                                             |                           |         |  |
| N.º                  | Título                                | Compositor(es)                                                                              | Produtor(es)              | Duração |  |
| 1.                   | "Ain't Equal"                         | Megan Pete Martin McCurtis                                                                  | Helluva                   | 2:24    |  |
| 2.                   | "Savage"                              | Pete Anthony White Bobby Session, Jr.                                                       | J. White Did It           | 2:35    |  |
| 3.                   | "Captain Hook"                        | Pete Julian Mason                                                                           | Lil Ju                    | 2:56    |  |
| 4.                   | "Hit My Phone" (com part. de Kehlani) | Pete Kehlani Parrish Nija Charles Jacob Dutton Andrew Wansel Sam Wishkoski                  | Jake One Pop Wansel Swish | 2:30    |  |
| 5.                   | "B.I.T.C.H."                          | Pete McCurtis Gary Cooper George Clinton, Jr. William Collins Tupac Shakur Douglass Rasheed | Helluva                   | 3:03    |  |
| 6.                   | "Rich"                                | Pete Tommy Brown                                                                            | Brown                     | 1:35    |  |
| 7.                   | "Stop Playing" (com part. de Gunna)   | Pete Sergio Kitchens Chad Hugo Pharrell Williams                                            | The Neptunes              | 2:54    |  |
| 8.                   | "Crying in the Car"                   | Pete Hugo Williams                                                                          | The Neptunes              | 3:12    |  |
| 9.                   | "What I Need"                         | Pete Timothy Mosley                                                                         | Timbaland J Tabb          | 3:20    |  |
| Duração total:       | Duração total:                        | Duração total:                                                                              | Duração total:            | 25:33   |  |

## Desempenho comercial

### Tabelas de semanais
| Tabela musical (2020)              | Melhor posição |
| ---------------------------------- | -------------- |
| Canadá (Billboard Canadian Albums) | 17             |
| Estados Unidos (Billboard 200)     | 7              |
| Estónia (Eesti Tipp-40)            | 37             |
| França (SNEP)                      | 149            |
| Países Baixos (MegaCharts)         | 56             |

### Tabelas de final de ano
| Tabelo (2021)                         | Posição |
| ------------------------------------- | ------- |
| US Billboard 200                      | 58      |
| US Top R&B/Hip-Hop Albums (Billboard) | 38      |

## Certificações
| País           | Certificação | Vendas  |
| -------------- | ------------ | ------- |
| Estados Unidos | Ouro         | 500,000 |